# Parc du Waux-hall (Mons)
Le parc du Waux-hall (parfois orthographié Wauxhall, Waux-Hall ou Waux hall) est un parc paysager à Mons (dans la province belge du Hainaut), situé à l'extérieur du centre-ville historique, aménagé entre 1862 et 1864 sur un plan dessiné par l'architecte paysager Louis Fuchs (nl).

## Description
Le parc du Waux-hall comprend un pavillon de style éclectique par l'architecte Jules Hubert.
Il abrite également de multiples statues parmi lesquelles :
- La Caille de George Grard;
- La Belle Plébéienne de René Harvent;
- un Nu sortant de l'eau par Christian Leroy;
- Sur la berge d'un des étang, une statue de femme couchée accompagnée de deux enfants, non attribuée, mais qui pourrait être une Nymphe et Tritons par Louis-Henri Devillez[1];
- Une statue en marbre blanc, non attribuée, probablement La Toilette, par le même sculpteur[1];
- un bas-relief représentant Arthur Cantillon par Gustave Jacobs ;
- un buste de la reine Astrid par Victor Rousseau.

En 2007, plusieurs allées du Wauxhall ont reçu le nom de personnalités et d'artistes principalement montois : Beatles Lane, Michel Stiévenart, René Harvent, Louis Fuchs, et Pol Bottriaux, ancien directeur du service des plantations de la ville de Mons.